# 萊維薩島
37°00′40″N 26°27′35″E / 37.01111°N 26.45972°E

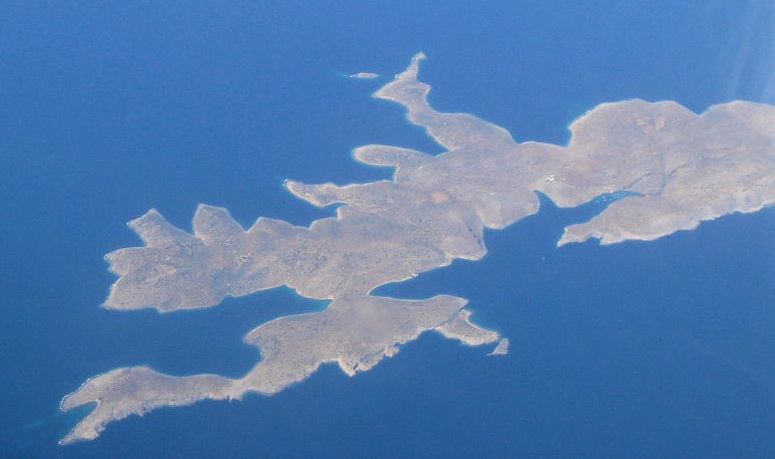

萊維薩島是希臘的島嶼，位於科斯島和帕羅斯島之間的愛琴海東部，由南愛琴大區負責管轄，屬於十二群島的一部分，長6.5公里、寬2.5公里，面積9.121平方公里，海岸線長度34公里，最高點海拔高度130米，2009年人口僅3人。